# Света Неделя Галиотрипска
„Света Неделя Галиотрипска“ или „Света Неделя на хълма“ (на гръцки: Αγίας Κυριακής στις Γκαλιότρυπες, Άγιας Κυριακής του Βουνού) е православна църква в град Костур (Кастория), Егейска Македония, Гърция.

## Местоположение
Храмът е разположен в скалите Галиотрипес, в южната част на костурския хълм Горица.

## Описание
Представлява малък поствизантийски параклис, от който са запазени олтарните части. Датира от XVIII – XIX век. В църквата са поставени икони от костурските църкви. До храма се стига единствено по стълба и от него има прекрасна гледка към Костурското езеро и Костур.